# Баженовский сельсовет (Белебеевский район)
Баженовский сельсовет — муниципальное образование в Белебеевском районе Башкортостана.

## История
Согласно «Закону о границах, статусе и административных центрах муниципальных образований в Республике Башкортостан» имеет статус сельского поселения.

## Население
| 2002  | 2009  | 2010  | 2012  | 2013  | 2014  | 2015  |
| ----- | ----- | ----- | ----- | ----- | ----- | ----- |
| 1375  | ↘1356 | ↘1317 | ↘1275 | ↘1206 | ↘1193 | ↘1172 |
| 2016  | 2017  |       |       |       |       |       |
| ↘1160 | ↘1145 |       |       |       |       |       |

## Состав сельского поселения
| № | Населённый пункт | Тип населённого пункта       | Население |
| - | ---------------- | ---------------------------- | --------- |
| 1 | Баженово         | село, административный центр | ↘1120     |
| 2 | Екатериновка     | деревня                      | ↗122      |
| 3 | Новониколаевка   | деревня                      | ↗54       |
| 4 | Мартыново        | деревня                      | ↘21       |

### Упразднённые населённые пункты
- Привольный, упраздненный в 1986 году поселок